# Antoni de Nicolau i de Folch
Antoni (o Antoni Francesc) de Nicolau i de Folch (Reus, 2 de novembre de 1785 - Tarragona, 27 d'agost de 1855) va ser un militar i cavaller català, fill de Francesc de Nicolau i de Miró.
Cap al mes d'abril de 1804 va entrar com a cadet al regiment d'infanteria de Zamora i el seu pare, perquè tingués "el lustre y porte que le corresponde", li donà una pensió mensual de 24 pesos fins que cobrés un sou suficient. Fins al 1809 va seguir al regiment d'infanteria de Zamora i després va ser destinat a diversos regiments. Es llicencià amb el grau de comandant al regiment de Zaragoza el 1835, després de trenta-un anys de servei. Entre les campanyes i accions de guerra en què va intervenir destaquen les expedicions al Regne d'Etrúria, nord d'Alemanya, Pomerània i Dinamarca del 1805 a l'agost de 1808, quan retornà a Espanya. Va participar en la batalla d'Espinosa de los Monteros i en la reconquesta de Vigo el novembre i el desembre de 1808. El 1809 va prendre part a les accions de Tui i Puente de Albaga, en la reconquesta de Santiago de Compostela, en les batalles de Medina del Campo i Alba de Tormes i altres. El 1810, 1811 i 1812 va estar amb el seu regiment a la ratlla de Portugal. El 1813 va actuar a la batalla de Vitòria i a l'atac de Tolosa i a la batalla del pas del Bidasoa va ser ferit. El 1814 va participar en el setge de Santoña. El 1815 es casà a Reus amb Josepa Iglésies i Puig, filla de Josep Iglésies i Ramon, senyor baronial i jurisdiccional de Biosca, que li aportà un dot de 10.000 lliures, i heretà del seu pare el títol de cavaller i diverses partides de terra a Riudoms, Vinyols i Cambrils. Seguí amb la carrera militar, i un fill seu, Carles de Nicolau, va néixer a Ciudad Rodrigo el 1817 però va morir infant. Un altre fill, Carles Maria de Nicolau i Iglésies, va néixer el 1819 a Salamanca. Del 1823 al 1827 va ser Síndic personer a l'Ajuntament de Reus. Cap al 1830 va passar dificultats econòmiques i va haver de vendre algunes finques. No ho devia solucionar i cap al 1845 es va desprendre d'algunes finques més. Morí el 1855. El seu germà, Ramon de Nicolau i de Folch, va ser l'hereu del patrimoni familiar.